# Lierval
Lierval település Franciaországban, Aisne megyében. Lakosainak száma 120 fő (2022. január 1.). Lierval Chevregny, Colligis-Crandelain, Monthenault, Nouvion-le-Vineux, Presles-et-Thierny és Trucy községekkel határos.

## Népesség
A település népességének változása:
| Lakosok száma | 85   | 94   | 107  | 121  | 112  | 113  | 118  | 122  | 123  | 120  |
|               | 1968 | 1982 | 1990 | 2006 | 2013 | 2015 | 2017 | 2019 | 2020 | 2022 |